# Technika paznokciowa

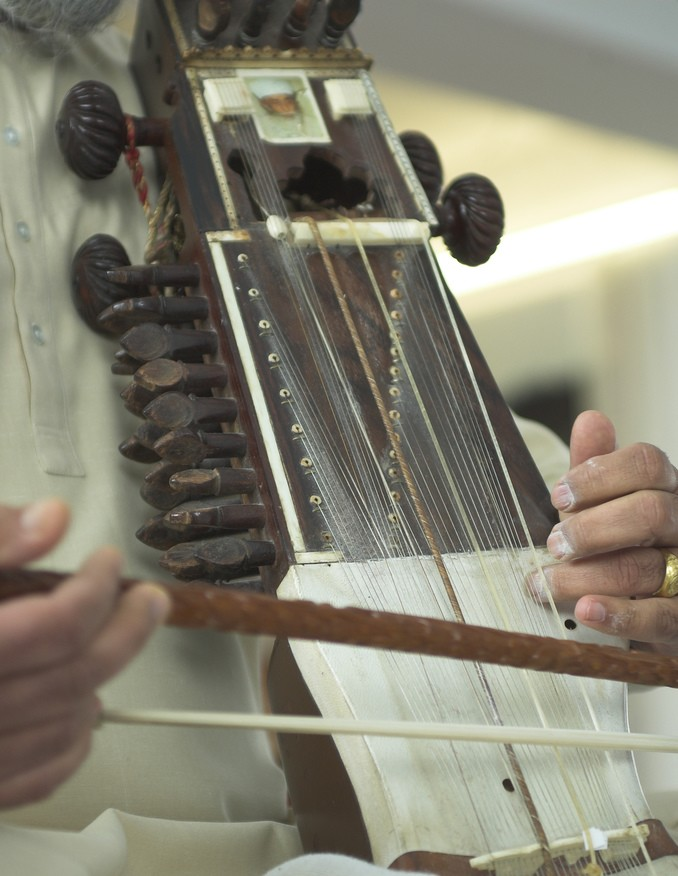
Technika paznokciowa w grze na sarangi

Technika paznokciowa – jedna z technik gry na niektórych instrumentach strunowych smyczkowych, polegająca na skracaniu strun przez dotykanie ich końcem palca (zwykle płytką paznokcia) bez przyciskania strun do gryfu instrumentu. W średniowieczu popularna w Europie, zwłaszcza u Słowian, stosowana była m.in. w grze na chrotcie, także na polskich gęślach z Opola i Gdańska. Obecnie używana jest w grze na niektórych instrumentach azjatyckich (np. na indyjskim sarangi, tuwińsko-mongolskim bizanczi), a także na ludowych instrumentach bałkańskich (np. na guslach). W Polsce epizodycznie używana jest w grze na zrekonstruowanych instrumentach np. suka biłgorajska czy fidel płocka.